# Amblydoras nauticus
Amblydoras nauticus — вид риб з роду Amblydoras родини Бронякові ряду сомоподібні. Інша назва «мармуровий сомик, що кумкає».

## Опис
Загальна довжина сягає 7,5 см. Голова широка і сплощена з сильно окостенілим черепом. Очі помірно великі. На морді є 3 пари вусиків. Рот широкий. Тулуб кремезний. Перед спинним плавцем є добре розвинена кістяна пластина. Спинний плавець має 4—6 променів з шипом на першому. Уздовж бічної лінії є добре розвинені кісткові грудки, які утворюються колючими щитками. Грудні плавці дуже широкі, з сильними шипами. Жировий плавець невеликий. Хвіст витягнутий, розрізаний.
Забарвлення коричневе з 2 темними плямами: одна нижче жирового плавця, друга — на хвостовому стеблі. Остання є великим. Темна лінія проходить від спинного плавця уздовж тулуба, нижче бічної лінії до хвостового стебла. На голові присутньо декілька плям. У самця нижня частина поцяткований малюнок, у самиці — брудно-білого кольору.

## Спосіб життя
Є демерсальною рибою. Воліє до чистої та прозорої води. Зустрічається в річках з середньою течією та піщаним ґрунтом. Утворює невеличкі косяки. Доволі життєстійкий сом. При небезпеці «квакає». Вдень ховається серед корчів, каміння, рясної рослинності. Активний уночі. Живиться дрібними безхребетними та водоростями. 
Самиця відкладає ікру в кубло. Самець і самка обидва охороняють кладку й мальків.

## Розповсюдження
Мешкає у верхів'ях басейну річки Амазонка.